# ゾーンフォーカス
ゾーンフォーカス（英: Zone focus）とは、カメラでの撮影の際に、用いられるピント合わせの方法の一つである。

## 概要

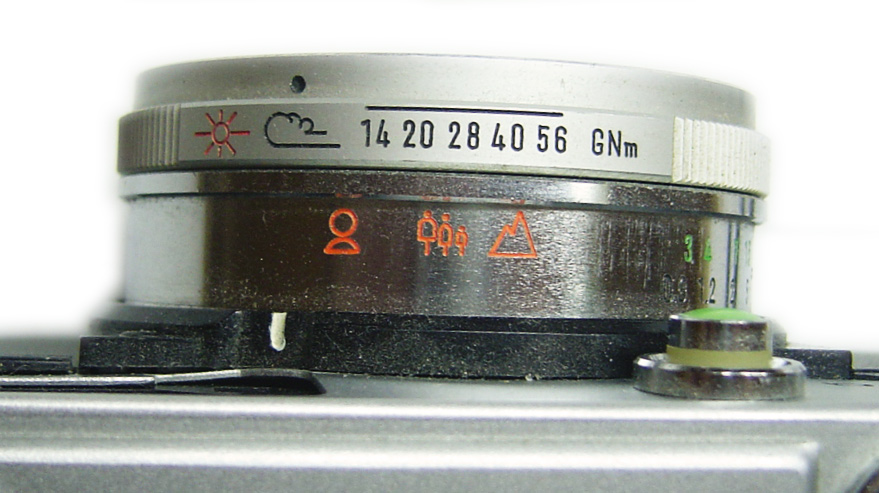
ゾーンフォーカスカメラのピントリング

ピント合わせの位置を適当なイメージアイコンで示してあり、被写体までの距離に応じてそれらを選ぶ事でピント合わせを行おうとするもの。カメラに詳しくないユーザー向けのカメラに搭載されてきたが、オートフォーカスの性能が上がってくると、慣れが必要なゾーンフォーカスは廃れていった。
人のアップ、人間のグループ、遠景などのイメージが図示されている。このイメージはゾーンマークあるいは距離ピクトグラムといい、その数が3つのものを3点ゾーンフォーカス、4つなら4点ゾーンフォーカスなどと呼ぶ。ほとんどのゾーンフォーカスカメラはゾーンマークの部分にクリックをつけて、指標に簡単にゾーンマークをあわせられるようにしている。旧式のカメラでは、「PORTRAIT」「GROUP」「SCENE」などのように英語でゾーンを表している場合もある。